# Holthusen II
Holthusen II ist ein Ortsteil der Gemeinde Gerdau in der Samtgemeinde Suderburg im Landkreis Uelzen. Dieser liegt im 
Nordosten von Niedersachsen.
Der Ort liegt südöstlich des Kernbereichs von Gerdau und westlich des Kernbereichs von Uelzen. Die B 71 führt durch den Ort.
Nördlich vom Ort fließt die Gerdau, der 30 km lange, linke bzw. westliche Quellfluss der Ilmenau. Westlich erstreckt sich das 398 ha große Naturschutzgebiet Mönchsbruch.
Die Protestanten von Holthusen II gehören zum Einzugsbereich der evangelisch-lutherischen Kirchengemeinde Gerdau mit der St. Michaeliskirche.